# Aviva London Grand Prix 2019
London Grand Prix 2019 byl lehkoatletický mítink, který se konal 20–21.7. 2019 v Spojeném království městě Londýn. Byl součástí série mítinků Diamantová liga.

## Výsledky

### Muži
| Disciplína                | 1. místo                          | 2. místo                    | 3. místo                          |
| Běh na 100 m              | Akani Simbine 9,93                | Zharnel Hughes 9,95         | Yohan Blake 9,97                  |
| Běh na 200 m              | Zhenye Xie 9,88                   | Miguel Francis 19,97        | Aldemir Junior 20,17              |
| Běh na 400 m              | Akeem Bloomfield 44,40            | Jonathan Jones 44,63        | Nathon Allen 44,85                |
| Běh na 800 m              | Ferguson Cheruiyot Rotich 1:43,14 | Wyclife Kinyamal 1:43,48    | Marcin Lewandowski 1:43,74        |
| Běh na 1 míli             | Samuel Tefera 3:49,45             | Filip Ingebrigtsen 3:49,60  | Jake Wightman 3:52,02             |
| Běh na 5000 m             | Hagos Gebrhiwet 13:01,86          | Jakob Ingebrigtsen 13:02,03 | Nicholas Kipkorir Kimeli 13:05,48 |
| Běh na 110 metrů překážek | Wenjun Xie 13,28                  | Wilhem Belocian 13,28       | Omar McLeod 13,32                 |
| Běh na 400 metrů překážek | Karsten Warholm 47,12             | Yasmani Copello 48,93       | Amere Lattin 49,18                |
| Skok vysoký               | Majd Eddin Ghazal 230 cm          | Mutaz Essa Baršim 227 cm    | Tihomir Ivanov 224 cm             |
| Skok daleký               | Luvo Manyonga 837 cm              | Tajay Gayle 832 cm          | Ruswahl Samaai 811 cm             |
| Trojskok                  | Pedro Pichardo 17,53 m            | Christian Taylor 17,19 m    | Hugues Fabrice Zango 16,88 m      |
| Hod diskem                | Daniel Ståhl 68,56 m              | Fedrick Dacres 67,09 m      | Andrius Gudžius 65,40 m           |

### Ženy
| Disciplína            | 1. místo                            | 2. místo                      | 3. místo                         |
| Běh na 100 m          | Shelly-Ann Fraserová-Pryceová 10,78 | Dina Asherová-Smithová 10,92  | Marie-Josée Ta Lou 10,98         |
| Běh na 200 m          | Elaine Thompsonová 22,13            | Marie-Josée Ta Lou 22,36      | Beth Dobbin 22,50                |
| Běh na 400 m          | Shericka Jacksonová 50,69           | Stephenie Ann McPherson 50,74 | Laviai Nielsen 50,83             |
| Běh na 800 m          | Lynsey Sharpová 1:58,61             | Catriona Bissett 1:58,78      | Alexandra Bell 1:59,82           |
| Běh na 1500 m         | Laura Muirová 3:58,25               | Winny Chebet 3:59,93          | Gabriela Debues-Stafford 4:00,26 |
| Běh na 5000 m         | Hellen Onsando Obiriová 14:20,36    | Agnes Jebet Tirop 14:20,68    | Sifan Hassanová 14:22,12         |
| Běh na 100 m překážek | Danielle Williamsová 12,32          | Nia Aliová 12,57              | Queen Claye 12,64                |
| Běh na 400 m překážek | Rushelle Clayton 54,16              | Zuzana Hejnová 54,33          | Tia-Adana Belle 54,54            |
| Skok o tyči           | Anželika Sidorovová 475 cm          | Katerina Stefanidiová 475 cm  | Holly Bradshawová 465 cm         |
| Skok daleký           | Malaika Mihambo 702 cm              | Brittney Reeseová 682 cm      | Maryna Romančuková 678 cm        |
| Hod oštěpem           | Taccjana Chaladovičová 66,10 m      | Kelsey-Lee Barberová 65,85 m  | Christin Hussongová 65,73 m      |